# Lithobius sardous
Lithobius sardous är en mångfotingart som beskrevs av Filippo Silvestri 1897. Lithobius sardous ingår i släktet Lithobius och familjen stenkrypare. Inga underarter finns listade i Catalogue of Life.